# Hugo Campagnaro
Hugo Armando Campagnaro (født 27. juni 1980 i Córdoba, Argentina) er en argentinsk fodboldspiller (midterforsvarer), der spiller i Italien hos Pescara.
Campagnaro startede sin seniorkarriere hos Deportivo Morón i sit hjemland. I 2002 rejste han til Italien, hvor han har spillet for Piacenza, Sampdoria, Napoli, Inter og senest Pescara. Med Inter vandt han i 2012 den italienske pokalturnering Coppa Italia.

## Landshold
Campagnaro står (pr. marts 2018) noteret for 17 kampe for det argentinske landshold. Han debuterede for argentinerne den 29. februar 2012 i en venskabskamp mod Schweiz.
Campagnaro var en del af den argentinske trup til VM i 2014 i Brasilien.

## Titler
Coppa Italia
- 2012 med SSC Napoli